# Чому ми не займаємося цим на дорозі?
«Чому ми не займаємося цим на дорозі?» — кінофільм режисера Ейн Мур, що вийшов на екрани в 2001 році.

## Зміст
Місце дії - найбільш жвава частина Берліна - Потсдамер плац. Це район туристів, магазинів, ресторанів і готелів, схожий на Таймс сквер. Зара, постмодерністська художниця, вмовляє свого друга Антона влаштувати провокаційну дію на площі в годину пік.

## Ролі
| Актор            | Роль |
| ---------------- | ---- |
| Ізабель Штоффель | -    |
| Ердал Йїльдіз    | -    |
| Томас Морріс     | -    |
| Керстен Блок     | -    |

## Знімальна група
- Режисер — Ейн Мур
- Сценарист — Ейн Мур
- Продюсер — Таня Циглер, Сігрід Хорнер, Ганна Леппен
- Композитор — Kai-Uwe Kohlschmidt, Уорнер Поланд